# Gunship (jeu vidéo, 1986)
Pour les articles homonymes, voir Gunship.
Gunship est un simulateur de vol de combat sorti en 1986 sur Amiga, Amstrad CPC, Atari ST, Commodore 64, DOS, ZX Spectrum. Le jeu a été développé et édité par Microprose.

## Système de jeu
Comme pour la plupart des logiciels de cet éditeur, le réalisme est la priorité première. Le joueur doit assimiler nombre de commandes avant de pouvoir véritablement achever ses missions.
L'une des particularités du jeu fort peu répandue à l'époque était de proposer des missions aléatoires et non linéaires.

## Accueil
Le jeu a été introduit dans le Hall of Fame du magazine Computer Gaming World en août 1988.